# Ernesto Calindri
Ernesto Calindri (Certaldo, 5 febbraio 1909 – Milano, 9 giugno 1999) è stato un attore italiano.
È considerato fra i più grandi attori del teatro italiano.

## Biografia

Luigi Cimara, Evi Maltagliati ed Ernesto Calindri in Come tu mi vuoi di Pirandello negli studi radio EIAR nel 1941

Di origine umbra ma nato in Toscana (Certaldo è parte della città metropolitana di Firenze), è figlio d'arte: entrambi i genitori, Manlio Calindri ed Egloge Felletti, erano attori, come pure la sorella Dora. 
Pur avendo iniziato a studiare ingegneria, come era tradizione nella sua famiglia, fa il suo esordio non ancora ventenne quasi per caso nel 1928-29 nella compagnia di Luigi Carini, mettendosi subito in luce grazie alla figura slanciata ed all'impeccabile dizione, che gli conferiscono una rilevante presenza sulla scena. Nell'estate del 1937 viene chiamato da Renato Simoni a Venezia per sostenere la parte di Florindo ne Il bugiardo di Carlo Goldoni e da quel momento ha inizio la sua brillante carriera, in ruoli di primo piano e in un repertorio quanto mai vario, accanto a nomi importanti come quelli di Sergio Tofano, Luigi Cimara, Antonio Gandusio, Emma Gramatica, Laura Adani e Evi Maltagliati. Nel 1939 sposa l'attrice Roberta Mari, apparsa spesso in scena con lui.
Ha avuto quattro figli, tra cui l'attore e doppiatore Gabriele Calindri.

### L'esordio nel cinema
Ernesto Calindri approda al cinema nel 1935 con una parte nel film La sposa dei Re di Duilio Coletti. Per lo più ottiene parti di comprimario nei tipici film dell'epoca cosiddetta dei telefoni bianchi. Forse la sua interpretazione più degna di nota di questo periodo è nel film I bambini ci guardano, diretto nel 1943 da Vittorio De Sica.

### Il successo in teatro e in televisione

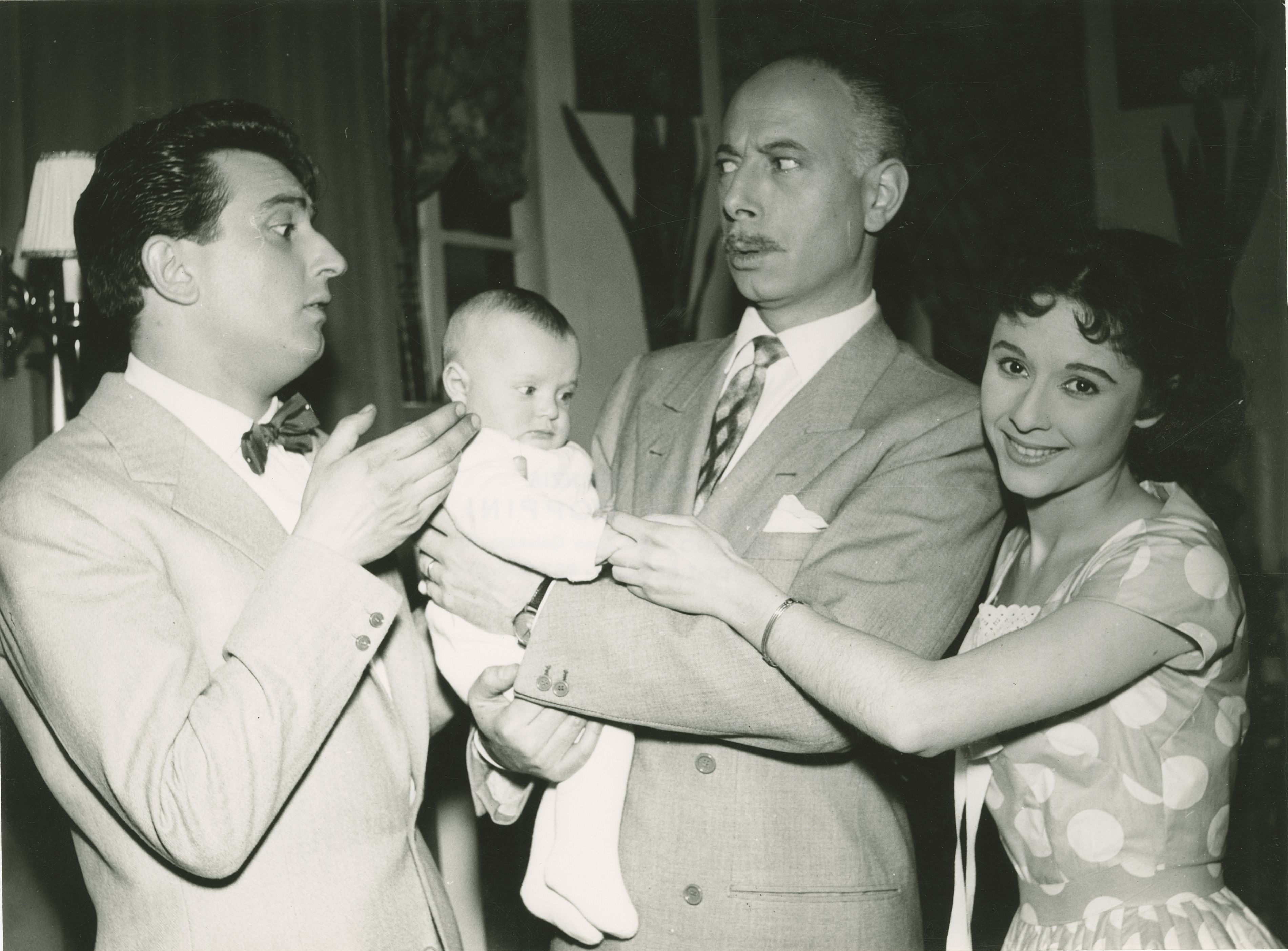
Ernesto Calindri con Alberto Lionello e Giulia Lazzarini nello spettacolo teatrale Un papà per mio figlio nel 1957

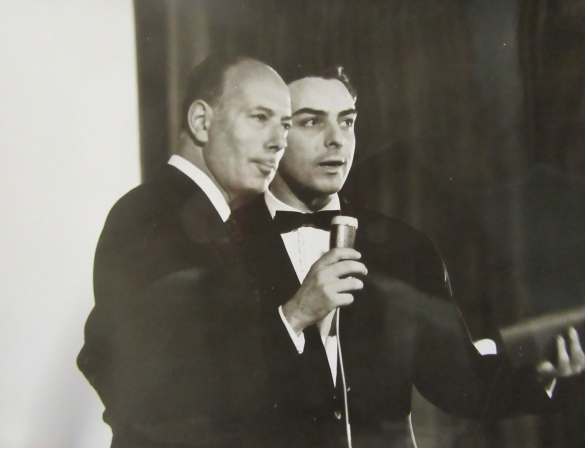
Ernesto Calindri in compagnia di Daniele Piombi a Salsomaggiore Terme negli anni sessanta.

Nel dopoguerra Calindri continua a calcare le scene, riscuotendo consensi sempre più ampi grazie all'innata eleganza, all'ironia e a quel suo fare sorridente e argutamente salottiero che ne fanno l'interprete ideale della commedia borghese leggera. La sua prima grande affermazione sul palcoscenico avvenne al Teatro Odeon di Milano. Fa compagnia teatrale insieme a Laura Adani, Tino Carraro e al giovane Vittorio Gassman e nel 1945, per la regia di Luchino Visconti, interpreta lavori di Schiller, Achard e Cocteau. Nel 1950 crea la sua prima vera compagnia che comprende, fra gli altri, anche Lia Zoppelli, Valeria Valeri, Lauretta Masiero, Franco Volpi e Alberto Lionello.
Spesso recita insieme alla moglie, l'attrice Roberta Mari.
In 70 anni ininterrotti di carriera, Calindri scelse sempre Milano come piazza preferita e come città dove vivere (abitava in zona Brera), diventando uno dei personaggi simbolo del capoluogo lombardo, pur essendo egli un toscano. Calindri prese parte alla nascita degli Stabili di Milano e di Genova. Dal 1969 al 1975 diresse inoltre con Fantasio Piccoli il Teatro San Babila di Milano, dove, non a caso, si svolsero i suoi funerali proprio nella chiesa vicino al teatro.
Il nuovo mezzo televisivo consente ad Ernesto Calindri di raggiungere il grande pubblico, che si affeziona ben presto al suo personaggio. Vi esordisce nel 1958 apparendo sul piccolo schermo ne La spada di Damocle, commedia diretta da Vittorio Cottafavi e tratta dall'originale testo teatrale di Alfredo Testoni, a cui seguiranno altre parti in originali televisivi tra cui Sole d'autunno, diretto da Giacomo Colli nel 1963, e sceneggiati quali Paura per Janet, da un racconto di Francis Durbridge e diretto da Daniele D'Anza. Si mette inoltre in luce come presentatore nel programma d'intrattenimento Il signore delle 21, andato in onda nel maggio del 1962.
Sempre del 1962 è la sua interpretazione cinematografica più conosciuta, nel film Totòtruffa 62, dove nella parte del commissario Malvasia è la nemesi della coppia di ingegnosi truffatori composta da Totò e Nino Taranto.

### La pubblicità

Calindri e Volpi nel famoso sketch di Carosello, Düra minga! Al centro, Camillo Milli

Con il diffondersi del cinema e della televisione, il numero degli spettatori a teatro calò drasticamente in Italia. Come molti valenti attori prima di lui, a Ernesto Calindri venne proposto di interpretare dei brevi filmati pubblicitari che andavano in onda nel popolare programma Carosello. Dapprima fu la volta della China Martini, per la quale interpretò delle scenette assieme all'amico e collega Franco Volpi, nei panni rispettivamente di un ricco borghese e di un ufficiale dell'Ottocento che commentavano gli avvenimenti e le novità finendo sempre col dire Düra minga, düra no!, cioè "non dura" in dialetto milanese. In seguito nel 1966 ebbe inizio la serie di filmati pubblicitari per il Cynar, noto aperitivo/digestivo a base di carciofo, che legò indissolubilmente il nome di Calindri al liquore fino al 1984, rendendo lo slogan: "contro il logorio della vita moderna", un'espressione poi diventata di uso corrente. Famosissima, nel relativo spot pubblicitario del Cynar, l'inquadratura di Calindri intento a sorseggiare un bicchierino di liquore e a leggere un giornale tranquillamente seduto davanti a un tavolino sistemato proprio al centro di una strada di città mentre vi scorre un traffico intenso.

### Gli ultimi anni
Negli anni settanta ed ottanta, pur essendo ormai popolarissimo come personaggio televisivo, Ernesto Calindri non smette di calcare le tavole del palcoscenico. Alla sua attività di infaticabile interprete, il cui repertorio spazia da Feydeau a Rattigan, da Ionesco a Pirandello, alterna quella di insegnante di teatro che dal 1975 esercita per un decennio presso l'Accademia dei Filodrammatici di Milano. Sempre nel 1975 nel mese di giugno è in radio conduttore di turno di "Voi ed Io" lo storico programma d'intrattenimento radiofonico del mattino tutti i giorni dal lunedì al sabato dalle 9 alle 11,10 sul Programma Nazionale Radiorai per un mese intero. Interpreta inoltre un generale in pensione nello spettacolo televisivo Villa Arzilla.
Nell'estate del 1990 il produttore Natale Barbone lo chiama per interpretare con Lauretta Masiero lo spettacolo Casina di Tito Maccio Plauto, per la regia di Mario Morini. Nel 1992 rifiuta il titolo di Cavaliere di Gran Croce per i suoi 65 anni di teatro conferitogli dal presidente della Repubblica Italiana.
L'avanzare dell'età non sembra intaccare minimamente l'energia e la brillantezza di Calindri che anzi, ad ottant'anni suonati, sorprende tutti interpretando in teatro la commedia musicale Gigi di Colette, dove si esibisce addirittura come cantante e ballerino.
Muore nel sonno a 90 anni all'Istituto dei Tumori di Milano la notte del 9 giugno 1999. Solo poche ore prima aveva cenato con gli attori della sua compagnia teatrale con la quale aveva da poco tempo iniziato a rappresentare Il borghese gentiluomo di Molière. Il funerale viene celebrato il 12 giugno nella basilica di San Babila a Milano, alla presenza di vari esponenti del mondo dello spettacolo e della cultura, ma anche di tanta gente comune e autorità civili sia di Milano che di Certaldo. Dopo una prima tumulazione nel cimitero di Lambrate, la sindaca di Certaldo Rosalba Spini propone di traslare i resti di Ernesto Calindri nel suo paese natale; la famiglia accetta e nell'aprile 2004 la salma viene ritumulata, insieme alle ceneri della moglie Roberta Mari, nel cimitero comunale del paese toscano.

## Omaggi
In suo ricordo è stato creato il Concorso per il Teatro e la Drammaturgia Tragos, realizzato con il Patrocinio del Comune di Milano da Pro(getto)scena, realtà che nel tempo ha indetto le varie edizioni del Premio con l'obiettivo iniziale di avvicinare i giovani alla drammaturgia, proseguendo nel tempo alla ricerca e valorizzazione di drammaturghi e registi contemporanei. Inoltre il suo paese natale, Certaldo, ha intitolato a suo nome un premio teatrale. Il comune di Milano, su specifica richiesta di Pro(getto)scena gli ha intitolato una strada nelle vicinanze dell'Università IULM. Il III Municipio della Capitale gli ha dedicato una strada nel quartiere Porta di Roma.

## Filmografia

### Cinema
- Freccia d'oro, regia di Piero Ballerini e Corrado D'Errico (1935)
- La sposa dei Re, regia di Duilio Coletti (1938)
- Finisce sempre così, regia di Enrique Susini (1939)
- La forza bruta, regia di Carlo Ludovico Bragaglia (1941)
- I bambini ci guardano, regia di Vittorio De Sica (1943)
- La primadonna, regia di Ivo Perilli (1943)
- T'amerò sempre, regia di Mario Camerini (1943)
- Scadenza trenta giorni, regia di Luigi Giacosi (1945)
- Incontro con Laura, regia di Carlo Alberto Felice (1945)
- Una lettera all'alba, regia di Giorgio Bianchi (1948)
- Al diavolo la celebrità, regia di Mario Monicelli e Steno (1949)
- Ho sognato il paradiso, regia di Giorgio Pàstina (1949)
- Canzoni per le strade, regia di Mario Landi (1950)
- Buon viaggio, pover'uomo, regia di Giorgio Pàstina (1951)
- La presidentessa, regia di Pietro Germi (1952)
- L'ultimo amante, regia di Mario Mattoli (1955)
- Il momento più bello, regia di Luciano Emmer (1957)
- Rascel Marine, regia di Guido Leoni (1958)
- Policarpo, ufficiale di scrittura, regia di Mario Soldati (1959)
- Le olimpiadi dei mariti, regia di Giorgio Bianchi (1960)
- La ragazza di mille mesi, regia di Steno (1961)
- Mariti a congresso, regia di Luigi Filippo D'Amico (1961)
- Totòtruffa 62, regia di Camillo Mastrocinque (1961)
- Canzoni di ieri, canzoni di oggi, canzoni di domani, regia di Domenico Paolella (1962)
- L'assassino si chiama Pompeo, regia di Marino Girolami (1962)
- La smania addosso, regia di Marcello Andrei (1962)
- La tigre dei sette mari, regia di Luigi Capuano (1962)
- Le massaggiatrici, regia di Lucio Fulci (1962)
- Venere imperiale, regia di Jean Delannoy (1962)
- Divorzio alla siciliana, regia di Enzo Di Gianni (1963)
- I due sergenti del generale Custer, regia di Giorgio Simonelli (1965)
- Un ufficiale non si arrende mai, nemmeno di fronte all'evidenza. Firmato Colonnello Buttiglione, regia di Mino Guerrini (1973)
- Ladri di saponette, regia di Maurizio Nichetti (1989)

## Doppiaggio
- Jean Brochard in La legge è legge
- Dick Powell in Verso la felicità[6]
- Ole-Lukoje in La regina delle nevi (doppiaggio originale)

## Prosa radiofonica EIAR
- Il bugiardo di Carlo Goldoni, regia di Renato Simoni, trasmessa il 25 luglio 1937.
- Romeo e Giulietta di William Shakespeare, regia di Guido Salvini, trasmessa il 1º agosto 1937.
- Come tu mi vuoi di Luigi Pirandello, trasmessa il 21 gennaio 1941.

## Prosa radiofonica Rai
- Fin da quando c'è il paradiso, commedia di John Boynton Priestley, regia di Umberto Benedetto, trasmessa il 23 agosto 1951.
- Il segretario di fiducia, commedia di T. S. Eliot, regia di Corrado Pavolini, trasmessa il 17 giugno 1955.
- Il Califfo di Bagdad, opera comica di Saint Just Dacourt, regia di Enzo Ferrieri, trasmessa il 19 agosto 1956.
- La moglie ingenua e il marito malato, commedia di Achille Campanile, regia di Umberto Benedetto, trasmessa il 22 gennaio 1957.

## Prosa televisiva Rai

Ernesto Calindri e Isa Pola

- Il cadetto di Winslow di Terence Rattigan, regia di Franco Enriquez, trasmessa il 6 giugno 1954.
- Questi ragazzi di Gherardo Gherardi, regia di Claudio Fino, trasmessa il 29 giugno 1956.
- Giochi di prestigio, regia di Alberto Gagliardelli, trasmessa nel 1956.
- La serenata al vento, regia di Claudio Fino, con Luciano Alberici, Mario Scaccia, Lellina Roveri, Adriana Innocenti, Lina Volonghi, Ernesto Calindri, Anna Maria Guarnieri, Angela Cardile, Michele Borelli, Alberto Bonucci, trasmessa il 13 luglio 1956 e il 5 settembre 1956.
- La commedia del buon cuore di Ferenc Molnár, con Isa Pola, Carlo Delfini, Mario Colli, Ernesto Calindri, Mercedes Brignone, Enzo Tarascio, Germana Monteverdi, regia di Tatiana Pavlova, trasmessa il 19 luglio 1957.
- La spada di Damocle di Alfredo Testoni, regia di Vittorio Cottafavi, trasmessa il 14 novembre 1958.
- La foresta pietrificata, regia di Franco Enriquez, trasmessa il 19 giugno 1959.[7]
- Scandalo a Sweet Spring, commedia musicale di Enrico Bassano e Dario Martini, musica di Gino Marinuzzi jr., regia di Alessandro Brissoni, trasmessa il 12 luglio 1961.
- Si arrende a Bach, regia di Enrico Colosimo trasmessa il 6 settembre 1961.
- Il litigio di Charles Vildrac (1966)
- I burosauri di Silvano Ambrogi, regia di Ruggero Jacobbi e Lyda C. Ripandelli, trasmessa il 27 settembre 1969.[8]
- Giallo di sera, regia di Guglielmo Morandi – miniserie TV di 6 puntate, episodio Costume Luigi XV (1971)

## Programmi televisivi
- Il signore delle 21, regia di Enzo Trapani (1962) - conduttore
- Vino, whisky e chewing-gum, regia di Vito Molinari (1962)

## Discografia

### Album
- Dante - La divina commedia - Paradiso (Nuova Accademia Del Disco, BLI 2005, LP) con Giorgio Albertazzi, Tino Carraro, Anna Proclemer, Ottavio Fanfani

## Riconoscimenti
- Il 7 dicembre 1986 il sindaco di Milano Carlo Tognoli gli conferisce la benemerenza civica (Medaglia d'oro) del comune di Milano.
- Premio Flaiano sezione teatro[9]
  - 1995 - alla carriera